# I Shall Be Released
«I Shall Be Released» es una canción compuesta por el músico estadounidense Bob Dylan y publicada en el álbum debut del grupo canadiense The Band, Music from Big Pink, en 1968.
La canción fue ensayada en la residencia "Big Pink" del grupo junto a Bob Dylan y grabada en 1968 para el primer álbum del grupo, Music from Big Pink, con Richard Manuel en la voz principal y Rick Danko y Levon Helm aportando los coros. Una versión en directo de la canción fue interpretada al final del concierto de despedida de The Band el Día de Acción de Gracias de 1976 con todos los artistas invitados, a excepción de Muddy Waters, además de Ringo Starr y Ron Wood, cantando el tema. La canción fue publicada como parte del concierto en la película de Martin Scorsese El último vals.
Por su parte, Bob Dylan grabó dos versiones. La primera, en 1967 junto a The Band en la residencia "Big Pink", fue publicada en el álbum de 1991 The Bootleg Series Volumes 1-3 (Rare & Unreleased) 1961-1991, mientras que la segunda fue grabada en 1971 para el álbum recopilatorio Bob Dylan's Greatest Hits Vol. II.

## Versiones
"I Shall Be Released" ha sido versionada por numerosos artistas en numerosas ocasiones:
- Una de las primeras versiones fue realizada por Joan Baez en el álbum tributo a Dylan Any Day Now (cuyo título procede de uno de los versos de la canción). Báez también interpretó de forma frecuente la canción en directo, a menudo dedicada a prisioneros políticos.

- También fue grabada por The Tremeloes en 1968.

- The Byrds interpretaron la canción en varios conciertos, incluyendo el ofrecido en The Boston Tea Party el 22 de febrero de 1969.

- Rick Nelson grabó la canción para el álbum de 1969 Live at The Troubadour.

- "I Shall Be Released" fue también usada por Bette Midler como canción de cierre en varios conciertos de su carrera durante la segunda mitad de la década de los 70.

- Jeff Buckley la interpretó en una de sus presentaciones en el café neoyorquino "Sin-é" en 1993. Originalmente, el mismo año lanzó un EP llamado "Live at Sin-é" (su primer disco oficial) pero la canción no estaba incluida ya que era solo un extracto del show. Finalmente, esta versión vería la luz diez años después cuando fue lanzado "Live at Sin-é (Legacy Edition)", con la presentación completa. Otra versión de "I Shall Be Released", cantada por Jeff Buckley a través del teléfono para una cadena de radio, fue publicada en el álbum For New Orleans.

- The Tom Robinson Band versionó la canción en su álbum debut, Power in the Darkness, con varios cambios en la letra.

- The Magic Numbers y Martha Wainwright interpretaron una versión en directo en Secret Policeman's Ball.

- Wilco tocó la canción quince veces en la gira de promoción de A Ghost Is Born desde el 31 de diciembre de 2004 hasta el 22 de octubre de 2005.

- Nina Simone versionó la canción para su álbum de 1969 To Love Somebody.

- Reggae Rockers de Argentina adaptaron y grabaron una versión al castellano para su álbum Reggae Rockers, llamada Seremos Liberados.

- Sopa de Cabra realizaron una adaptación de "I Shall Be Released" al catalán para el álbum La nit dels anys, publicado en 2003.

- Otras versiones de "I Shall Be Released" fueron realizadas por Paul Weller, The Jerry Garcia Band y Sting.

- Joe Cocker la incluyó en su álbum de debut  With A Little Help From My Friend' en el año 1969. También realizó una versión en el Festival de Woodstock, en el que The Band participó pocas horas después.

- The Deftones, un grupo de hard rock, realizó una versión de la canción.

- The Hollies grabaron una versión para su álbum Hollies Sing Dylan.

- Pearls Before Swine grabaron una versión para su álbum de 1969 These Things Too.

- Marion Williams grabó la canción en 1995.

- U2 ha realizado varias versiones de la canción en directo y también en el estudio de grabación.